# Nur (Stadt)
Nur (persisch Nurschahr, ehemals Suldeh) ist eine Stadt an der südlichen Küste des Kaspischen Meeres in der Provinz Māzandarān.
Die Stadt, deren Name sich von dem Fluss Nūr ableitet und die von zahlreichen weiteren Flüssen durchflossen wird, zählt zu den ältesten Städten im Westen der Provinz und gilt als eine der bedeutendsten touristischen Städte des Landes.
Neben einer Reihe von Sehenswürdigkeiten ist die stark kulturell geprägte Stadt landschaftlich durch die sie umgebenden Reisfelder und dem größten Waldpark des Mittleren Ostens charakterisiert.

## Geschichte
Die Geschichte der Stadt reicht weit zurück. Zu den ersten Siedlern zählen Arier, die bald unter die Herrschaft der Achämeniden gelangten. Später gehörte die Stadt zum Reich der Kalifen, doch blieben in Tabaristan weiterhin einheimische Lokaldynastien wie die Qariniden an der Macht. Im 11. Jahrhundert drang Sultan Mahmud von Ghazna in Tabaristan ein und unterwarf die Ziyariden. Anfang des 13. Jahrhunderts folgte dann der Choresm-Schah Muhammad II. und beseitigte die zweite Linie der Bawandiden, bevor das Land von den Mongolen und später von den Timuriden eingenommen wurde. Nach der Auflösung der feudalen Regierung Tabaristans stand die Stadt unter dem Einfluss Abbas’ I. Unter den nachfolgenden Dynastien wurden u. a. der Schiffbau gefördert (Nadir Schah), ein Straßennetz aufgebaut (Fath Ali Schah dem Kadscharen) und der Ort als Touristenzentrum ausgebaut. Heute leben mehrere Ethnien in der Stadt, darunter Mazandaraner, die die Mehrheit ausmachen sowie die Minderheiten Perser, Belutschen, Turkmenen, Luren, Paschtunen, Kurden, Georgier und Armenier. Die hier gesprochene Sprache, das Mazandaranische bzw. Tabari gehört zu den ältesten erhaltenen Sprachen des Landes.

## Sehenswürdigkeiten
Zu den zahlreichen Sehenswürdigkeiten der Stadt zählen u. a.:
- Die Höhle Pir-e-zan Chany
- Das Baladeh-Schloss
- Die Yalū Jame Moschee
- Der Tamischān-Palast
- Das Haus des Dichters Nima Youschidsch
- Das Kandolos-Museum und Haus der Kultur